# Universidad de Carabobo
Die Universidad de Carabobo ist eine der wichtigsten venezolanischen Universitäten. Ihr Sitz ist in Valencia, der Hauptstadt des Bundeslandes Carabobo. Der Hauptcampus der Universität befindet sich in Naguanagua.

## Geschichte
Die Universität ist durch Präsidentendekret von 1833 von José Antonio Páez unter dem Namen Colegio de Carabobo gegründet worden. Die Universität begann am 5. Juli 1836 im alten Hospital de Caridad in der Innenstadt Valencias ihre Tätigkeit.

## Fakultäten

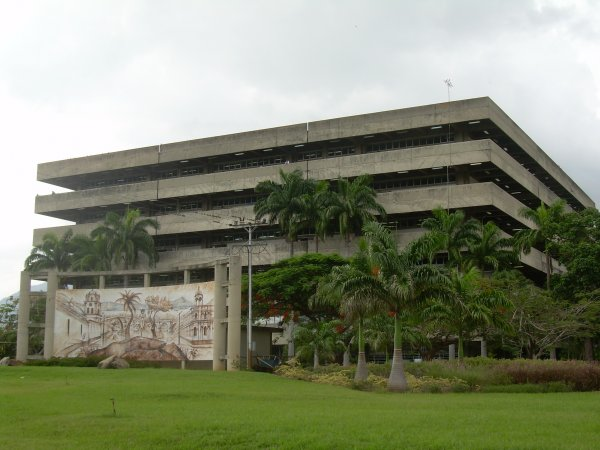
Gebäude der Fakultät der Wirtschafts- und Sozialwissenschaften

- Fakultät der Rechts- und Politikwissenschaften (FCJP)
- Fakultät der Medizin (FCS)
- Fakultät der Ingenieurwissenschaften (Página Oficial)
- Fakultät der Wirtschafts- und Sozialwissenschaften (FACES)
- Fakultät der Erziehungswissenschaften (FACE)
- Fakultät der Zahnmedizin (Homepage)
- Fakultät der angewandten Wissenschaften und Technologie (Página Oficial)